# يوهان هينريخ فون دانيكر
جوهان هينريخ فون دانيكر (بالألمانية: Johann Heinrich von Dannecker)‏ (16 أكتوبر 1758 في شتوتغارت  –  8 ديسمبر 1841 في شتوتغارت) هو نحات ألماني.
كان الثالث من بين خمسة أطفال لجورج دانيكر ( 1718-1786 )، وهو مدرب تشارلز ألكسندر دوق فورتمبرغ. في عام 1764 انتقلت عائلته إلى لودفيغسبورغ (بادن - فيرتمبرغ). والتحق بالمدرسة العسكرية في سن الثالثة عشرة، ولكن في الفترة من 1772 إلى 1780 تلقى تعليمه كنحات، مع فيليب جاكوب شيفاور (1756-1808). ودرس على يد آدم باور، وجعله الدوق نحاتًا للقصر عام 1780. أظهرت أعماله إعجابه بأنطونيو كانوفا ودراسته للقطع الأثرية.
قام ببناء متحف كلاسيكي جديد (يعرف باسم متحف بيتمان) في حديقته عام 1816، وكان هذا أول متحف بني في فرانكفورت. وأتى الزوار من جميع أنحاء أوروبا لزيارته، بعد وفاته وفي عام 1853 بيع المبنى والحديقة الصغيرة إلى مدينة فرانكفورت، وأعيد فتح المجموعة في عام 1856، وفي عام 1943 حدث حريق في المتحف، ورُمّم في 1977-1978.